# Dapá
Dapá (en cebuano: Dapâ)  es un municipio filipino de cuarta categoría, situado en la parte nordeste de la isla de Mindanao. Forma parte de la provincia de Surigao del Norte situada en la Región Administrativa de Caraga, también denominada Región XIII. Para las elecciones está encuadrado en el Primer Distrito Electoral.

## Geografía
Municipio situado al sur   de la isla de Siargao, adyacente a la de Mindanao, 36 millas náuticas al este de Surigao, la capital de la provincia, ribereño del mar de Filipinas, a poca distancia de la fosa de Filipinas.
Su término está formado por una porción de la isla de Siargao y otras islas separadas por el canal de Dapa,  donde se encuentra la bahía de Dapa cerrada por la isla de Abanay. 
La parte de su término situada en la isla de Siargao linda al norte con el municipio de Pilar; al sur con el canal de Dapa; al este con General Luna; y al oeste con Del Carmen, antes conocido como Numancia.
Las otras islas están situadas al sur del mencionado canal y al nordeste de la isla Grande de Bucas perteneciente al municipio de Socorro. Son las siguientes: Bancuyo, Bucas del Oeste, Bucas del Este, Bucas de Enmedio y Casalián. 
Las primeras localidades situadas  a lo largo de la costa son los barrios de Cambas-ac, Unión y Dolores. Al barrio de Malinao pertenece la isla de Hanoyoy.

### Barangays
El municipio  de Dapa se divide, a los efectos administrativos, en 29 barangayes o barrios, conforme a la siguiente relación agrupada en funciónde la isla a la que pertenecen:
Isla de Siargao:
- Puerto de Dapa,  (Dapa township) con sus trece barrios Barangay 1 a 13 (Población).

| - Bagakay - Cambas-ac | - Don Paulino - Jubang | - Osmeña - Unión |

Isla Bucas de Enmedio: 
| - Buenavista | - San Carlos |

Isla Bucas del Oeste
| - Consolación | - San Miguel | - Santa Felomina |

Isla Bucas del Este
| - Cabawa | - Dagohoy | - Montserrat | - Santa Fe |

Isla de Casalián: 
- Corregidor.

## Historia
En el siglo XIX los piratas moros  frecuentemente asaltaban y saqueando los pueblos de la costa de la isla de Siargao, dejando atrás  muerte y  destrucción.
Los aldeanos capturados pasaron a la esclavitud. Para evitarlo los habitantes de la costa sur de la isla buscaron refugio en el lugar de Taghaligui, hoy Dapa, que era entonces un exuberante bosque maderable  protegido de la bahía por una gruesa formación de altos manglares.
Su ventajosa posición permitía a los vecionos la posibilidad de esconderse   cada vez que se producía un ataque moro.
Se colocaban  boca abajo (hapa') en el suelo tras de los enormes troncos.
Por este motivo Dapa proviene de la palabra vernácula hapa.
El actual territorio de Surigao del Norte fue parte de la provincia de Caraga durante la mayor parte del período español.
Así, a principios del siglo XX la isla de Mindanao se hallaba dividida en siete distritos o provincias.
El Distrito 3º de Surigao, llamado hasta 1858  provincia de Caraga, tenía por capital el pueblo de Surigao e incluía la  Comandancia de Butuan.
Uno de sus pueblos era Cabantog, hoy General Luna de 5,129 habitantes incluyendo sus visitas de Dapás, Pila, Cambasag y Socorro;

### Ocupación estadounidense
Durante la ocupación estadounidense de Filipinas  fue creada la provincia de Surigao. El gobierno civil quedó establecido el 15 de mayo de 1901 en su capital Surigao. Incluía la subprovincia de Butuan, antes comandancia político militar.
Cuando en 1911 fue creada la provincia de Agusán, Butuán se separa de Surigao para pasar a formar parte de la nueva provincia.
El 31 de diciembre de 1916,    una vez pacificado el archipiélago se  organiza territorialmente sobre la base de 36 provincias ordinarias, entre las cuales se encontraba la provincia de Surigao Dapa era uno de sus 9 municipios.
Según el censo de 1918 esta provincia  tenía una extensión superficial de 7.483 km², la poblaban 122.022 almas que habitaban en 14 municipios con 146 barrios, siendo Dapa uno de sus 14  municipios.

### Independencia
El 18 de septiembre de 1960 la provincia de Surigao fue dividida en dos: Surigao del Norte y Surigao del Sur.